# Alfred Binet

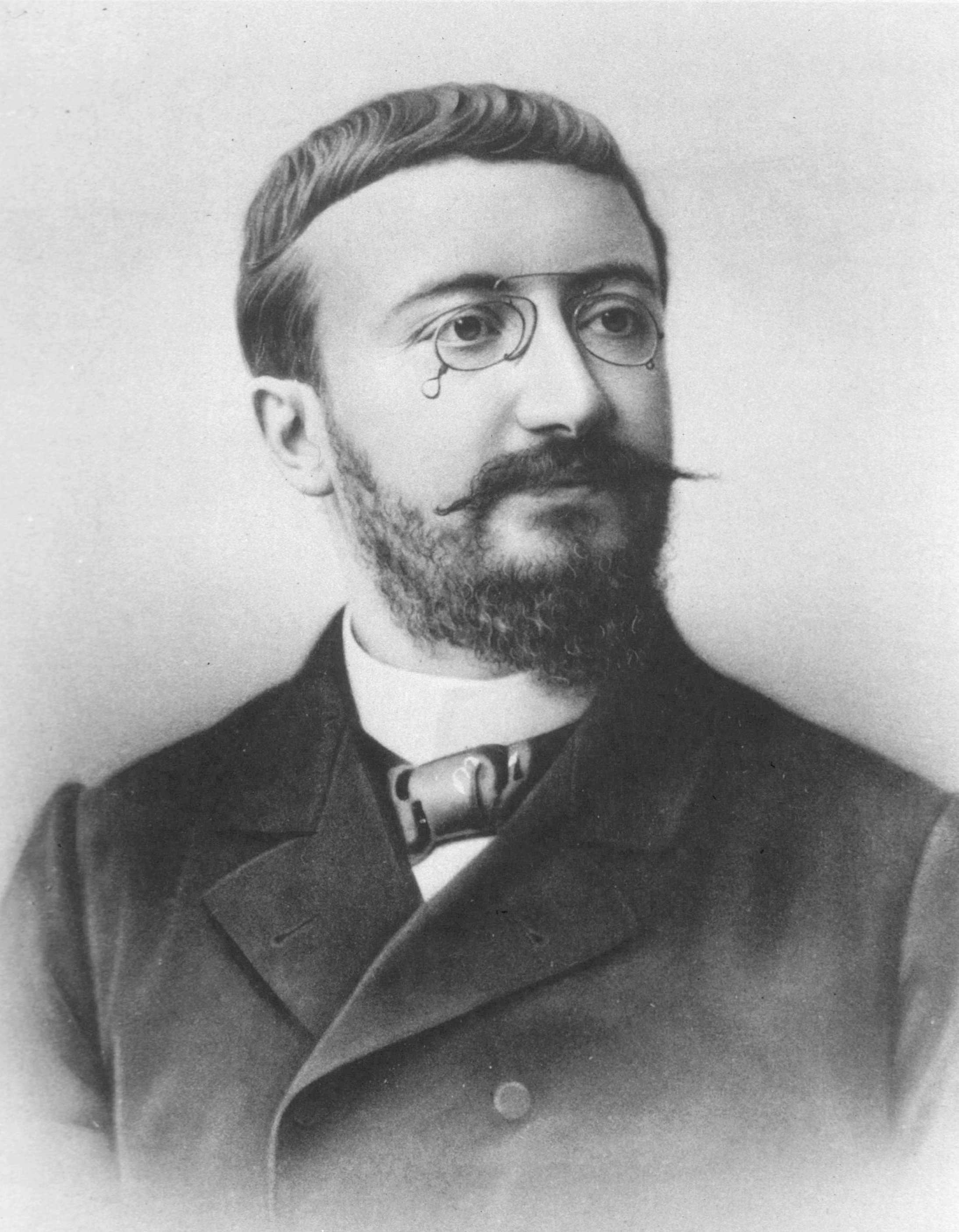
Alfred Binet

Alfred Binet (Nice, 11 juli 1857 – Parijs, 18 oktober 1911) was een Franse psycholoog, naar wie de Stanford-Binet-intelligentieschaal is genoemd. Hij werkte op het terrein van de experimentele psychologie.
Op zijn 21e studeerde Binet af als jurist, maar vanwege zijn rijke komaf hoefde hij niet als advocaat te gaan werken. In plaats daarvan richtte zijn aandacht zich op 'dierlijk magnetisme' en hypnose. Om zijn kennis te vergroten en zijn methodologie te verbeteren, zijn publicaties hadden veel kritiek gekregen, trok hij naar het Hôpital de la Salpêtrière in Parijs, waar hij tot 1891 studeerde bij Jean-Martin Charcot.
Vanaf 1894 was hij directeur van het Laboratoire de psychologie physiologique van de Sorbonne, dat in 1889 was opgericht door Ribot. Het was het eerste laboratorium voor experimentele psychologie in Frankrijk. In 1905 publiceerde Binet samen met zijn collega Théodore Simon zijn intelligentietest, de Binet-Simon-test, en was daarmee de grondlegger van de intelligentietest. De Duitser Stern stelde in 1912 voor om de mentale leeftijd, de uitkomst van de test van Binet, te delen door de werkelijke leeftijd: dit gaf een quotiënt. Terman vermenigvuldigde dit quotiënt met 100 en dat is het IQ. Binet was toen al, op 54-jarige leeftijd, overleden. Onder andere door Binets vroege dood heeft zijn intelligentietest weinig invloed gehad in Frankrijk. Hoewel Binets collega Simon doorwerkte aan de Binet-Simon-test, is de in de Verenigde Staten in Stanford aangepaste Binet-test: de Stanford-Binet-intelligentieschaal een stuk populairder geworden. Pas na 1950 deed de Binet-test weer zijn intrede in Frankrijk, na een Amerika-reis van de Franse psycholoog René Zazzo.
De belangstelling voor individuele psychologische verschillen is nog niet zo heel lang voorwerp van studie. Pas in de late 19e eeuw werd op dit terrein vooruitgang geboekt door de ontwikkeling van nieuwe empirische methoden, die de persoonlijkheidsleer meer handen en voeten gaf.
Een van die methoden, de intelligentietest, werd ontwikkeld door Lewis Terman (1877-1956) en Alfred Binet. Hiermee gingen ze verder met het werk van onder andere Hermann Ebbinghaus (1850-1909). De Stanford-Binet-testmethode wordt nog altijd gebruikt.
Andere psychologen uit die tijd kwamen met weer andere empirische methoden, zowel voor het meten van de persoonlijke intelligentie als het vaststellen van andere aspecten van de individuele persoonlijkheid. Voorbeeld zijn Hermann Rorschach, die de rorschachtest ontwierp en Henry Murray met zijn Thematische Apperceptietest (TAT).

## Biografie
- Theta H. Wolf, Alfred Binet, 1973. ISBN 0226904989

- Biblioteca Nacional de España: XX877457
- Bibliothèque nationale de France: cb11892077m (data)
- Catàleg d'autoritats de noms i títols de Catalunya: 981058529919206706
- CiNii: DA00479020
- Gemeinsame Normdatei: 118511033
- International Standard Name Identifier: 0000 0001 2140 0116
- Library of Congress Control Number: n50009385
- Nationale Bibliotheek van Letland: 000055998
- Bibliotheek van het Japanse parlement: 00433321
- Nationale Bibliotheek van Tsjechië: nlk20000079946
- Nationale bibliotheek van Australië: 35018692
- Nationale Bibliotheek van Israël: 987007258617405171
- Nationale Bibliotheek van Polen: a0000001140042
- Nederlandse Thesaurus van Auteursnamen: 070310424
- Istituto Centrale per il Catalogo Unico: RAVV028595
- LIBRIS: 178328
- SNAC: w6w69b1z
- Système universitaire de documentation: 026729105
- Trove: 793087
- Virtual International Authority File: 76312218
- WorldCat: E39PBJxMktGHjCy9RP9jj7cHG3